# Station Sunnybrooke
La station Sunnybrooke est située à Montréal dans l'arrondissement de Pierrefonds-Roxboro.

## Histoire
À partir de 1918, le Réseau de transport métropolitain y exploite la ligne de trains de banlieue Deux-Montagnes.
La gare est fermée en 2020 afin de permettre la réalisation du Réseau express métropolitain dont elle deviendra une station en 2025.

## Correspondances

### Autobus

#### Société de transport de Montréal[3]
| Circuit | Destinations                  | Tracé | Horaires |
| ------- | ----------------------------- | ----- | -------- |
| 68      | Pierrefonds                   | Tracé | Horaires |
| 208     | Brunswick                     | Tracé | Horaires |
| 213     | Parc-Industriel-Saint-Laurent | Tracé | Horaires |
| 468     | Express Pierrefonds/Gouin     | Tracé | Horaires |